# Йосиф (Шмондюк)
Митрополит Йосиф Шмондюк (друге ім'я Михайло; 6 серпня 1912, Волл, Пенсільванія, США — 25 грудня 1978, Філадельфія) — церковний діяч, митрополит Філадельфійський Української греко-католицької церкви (1977–1978).

## Життєпис
Студіював у Колегії св. Йосафата в Римі й Папських університетах: Святого Томи (Анґелікум), де зробив бакалаврат з філософії і Урбаніанському університеті, який завершив ліцензіатом з богослов'я. Висвячений на священника в Римі 29 березня 1936 р. єпископом Олександром Стойкою.
20 липня 1956 р. призначений єпископом-помічником філадельфійського екзарха Костянтина Богачевського і титулярним єпископом Зеуґми. Єпископську хіротонію отримав 8 листопада 1956 р. у Філадельфії з рук митрополита Костянтина Богачевського, єпископів Амвросія Сенишина і Миколи Елька. Був першим єпископом УГКЦ із народжених у США.
14 серпня 1961 р. призначений єпархом Стемфорду, там збудував нове приміщення для Колегії святого Василія, відкрив музей і бібліотеку. Брав участь у чотирьох сесіях Другого Ватиканського собору.
20 вересня 1977 р. номінований митрополитом Філадельфійським.
Приділяв увагу розбудові українського шкільництва, брав участь у синодах Української католицької церкви під проводом кардинала Йосифа Сліпого.
У 1970 р. заснував український католицький цвинтар Святого Духа у Гемптонбурґу, де був після смерті похований.